# Killen (tidskrift)
Killen – för killar som gillar killar var en tidskrift om homosexualitet som gavs ut i Sverige mellan 1974 och 1994. Tidskriften gavs ut på Revolt Press, som grundades och drevs av Geurt Staal och Michael Holm. Under utgivningsperioden anses tidningen ha varit ett av det viktigaste mediet för populärkultur bland homosexuella i Sverige och för kontakt mellan homosexuella i Norden.
Tidningarnas nr: 
- 1970-tal: 1-9 (1974), 10-18 (1975), 19-27 (1976), 28-36 (1977), 37-45 (1978), 46-54 (1979),
- 1980-tal: 55-63 (1980), 64-72 (1981), 73-81 (1982), 82-90 (1983), 91-100 (1984), 101-1110 (1985), 111-117 (1986)